# Stockmann Tallinn

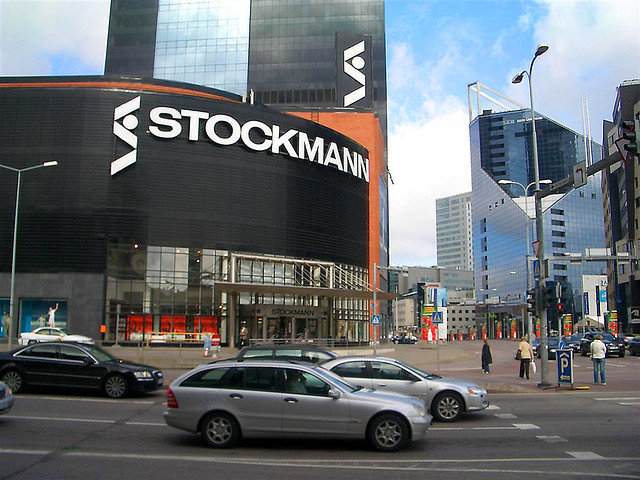
Stockmann Tallinn

Stockmann i Tallinn i Estland är det största varuhuset i Baltikum. Varuhusets yta omfattar 14 500 m² i fem våningar. Varuhuset tillhör den finländska Stockmann-koncernen.
Stockmann öppnade sin första butik i Tallinn år 1993, men den omvandlades till ett fullskaligt varuhus först år 1996. Därmed blev det Stockmanns första fullständiga varuhus utomlands. År 2000 byggdes varuhuset ut med tre våningar till totalt fem våningar, och en parkeringshall med plats för 400 fordon byggdes i anslutning till varuhuset.
Tallinns Stockmann ligger på adressen Liivalaia 53.

## Tjänster
På varuhusets första våning finns livsmedelsavdelningen Stockmann Delikatess. På första våningen säljs också kosmetika. På andra våningen ligger herrkläder och skor. På tredje våningen finns damklädesavdelningen, avdelningarna för damskor och handväskor, samt barnklädesavdelningen och avdelningarna för barnskor och leksaker. På fjärde våningen säljs hushållsartiklar.
På femte våningen fanns bland annat klädbutiken Seppälä, bröllopsbutiken Annilill, skönhetssalongen Désireé, optikbutiken Instrumentarium, apoteket Kesklinna Apteek (Innerstadsapoteket), resebyrån Estravel, skomakaren Mister Minit samt kontor för Silja Line, Nordea och Danske Bank. På översta våningen fanns också Fazer Amicas restaurang "Fifth Floor" och en lekplats för barn. Stockmann Tallinn hade även Elisas butik och ett internetkafé.

## Bilder

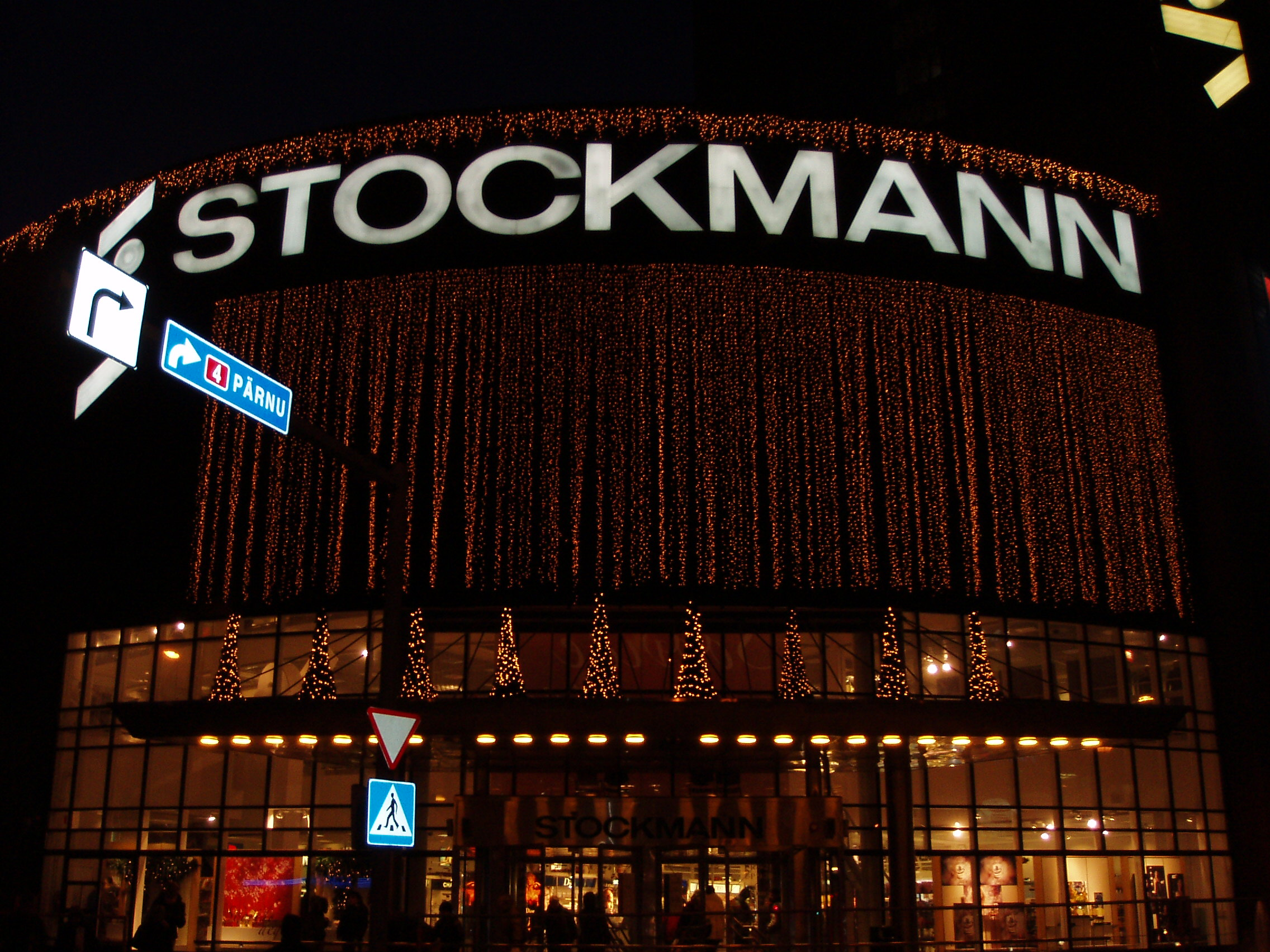
Varuhuset i december 2006.
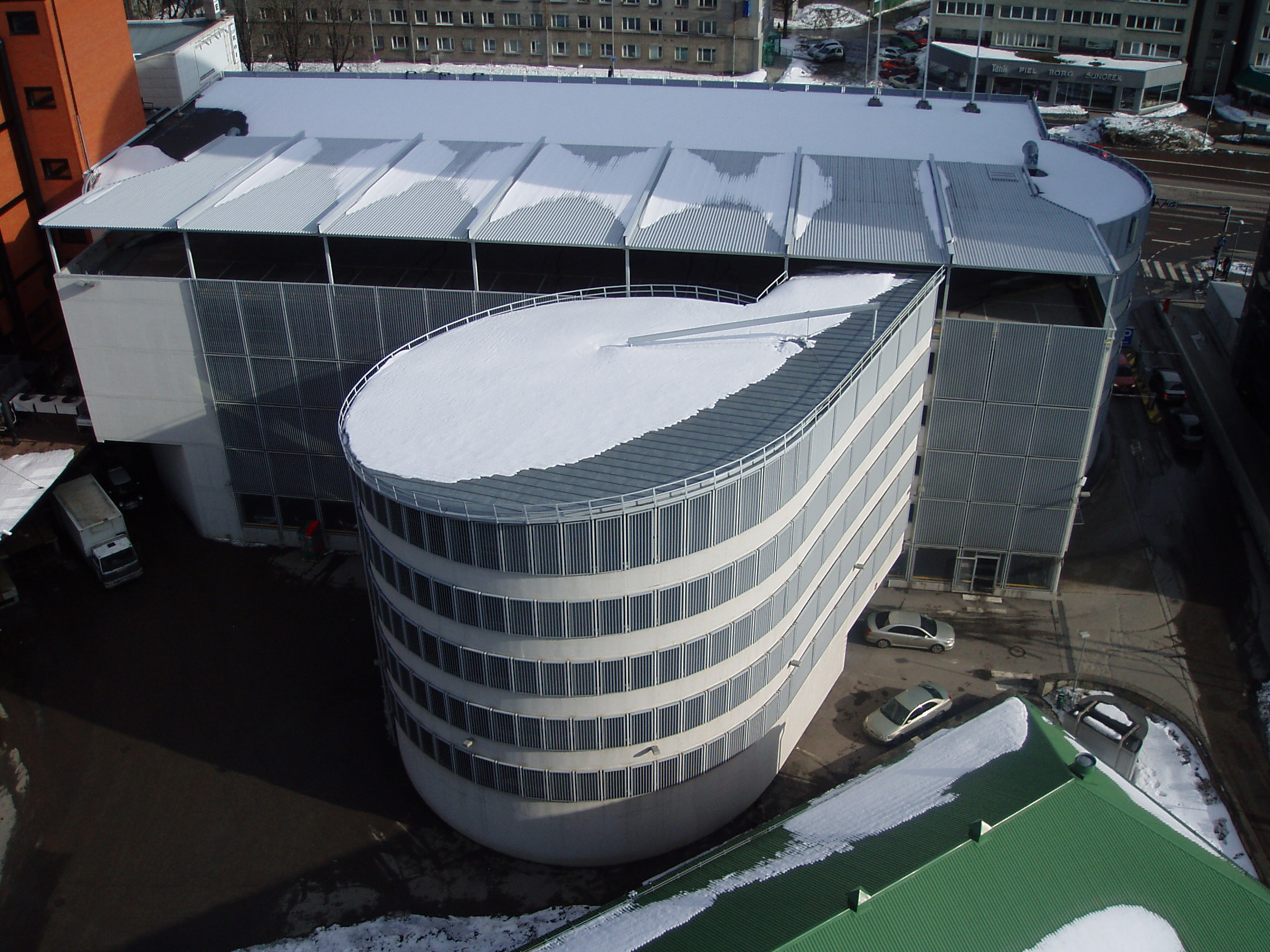
Stockmanns parkeringshus i Tallinn.
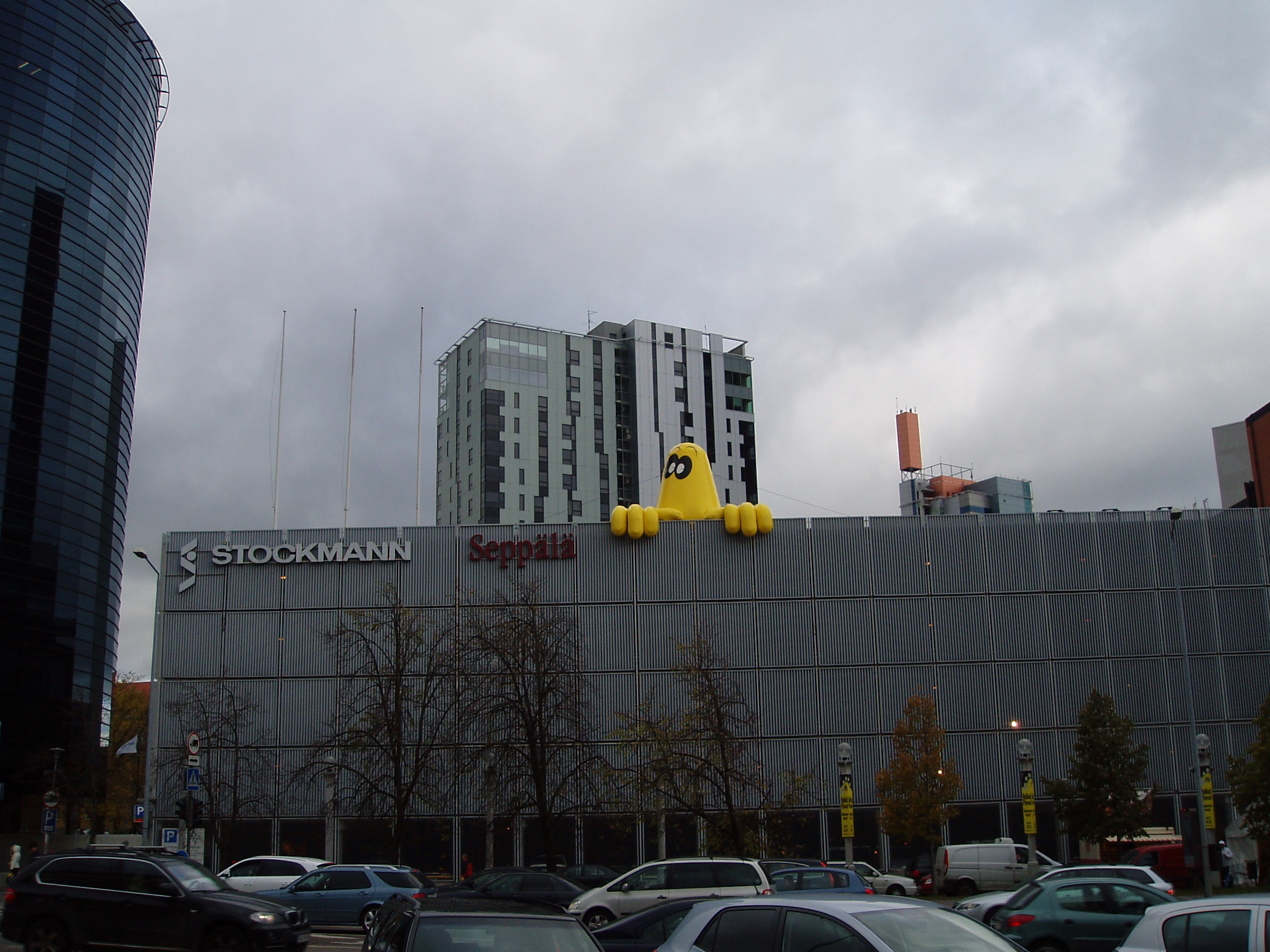
Galna Dagar i Tallinn.